# Броненосці типу «Марсо»
Броненосці типу «Марсо» — три барбетні броненосці французького флоту, побудовані у 1880-х і на початку 1890-х років. До класу входили «Марсо», головний корабель, «Нептюн» та «Маджента».

## Конструкція
Четвертий член класу «Гош» був суттєво перероблений, оскільки на відміну від інших кораблів перебував на тій стадії будівництва, коли дефекти в початковій конструкції вже не можна було виправити у той же спосіб, що в інших кораблів. Кораблі базувалися на ранішньому типі «Амірал Боден», але мали менші гармати: чотири 340 мм гармати порівняно з трьома 420 мм гарматами попередників. Вони розташовувалися ромбом. Такий спосіб розміщення головного калібру, став усталеним для багатьох французьких основних кораблів, побудованих у 1890-х роках.Постійне вдосконалення конструкції типу «Марсо» під час тривалого будівництва призвело до того, що кораблі мали серйозні недоліки. Ці броненосці були витіснені більш потужними додредноутами майже відразу після того, як ВМС Франції ввело їх в експлуатацію на початку 1890-х років.

## Історія служби
Три кораблі служили в Середземноморській ескадрі в 1890-х роках і майже не виконували інших завдань, крім звичайних навчань. Їх швидко перевели до резервної дивізії ескадри, коли Франція отримала власні додредноути. Усі три представники типу були модернізовані на початку 1900-х років, отримавши нові водотрубні котли. В них зрізали верхні важкі надбудови та щогли, але після цього вони майже не використовувались. «Марсо» і «Маджента» використовувалися як навчальні кораблі, тоді як «Нептюн» більше не використовувався. Останні два кораблі були виключені між 1908 і 1913 роками, тоді як «Марсо» залишився як плавуча майстерня. Його використовували в цій ролі під час Першої світової війни. У 1921 році корабель був проданий на утилізацію, але зазнав аварії під час буксирування біля Бізерти, після якої його не змогли підняти.